# Sumiyoshi Sanjin
Sumiyoshi Sanjin (jap. 住吉三神) – w mitologii japońskiej trzy bóstwa morskie opiekujące się żeglarzami, rybakami i wszystkimi podróżującymi, patronujące także poezji. Noszą imiona Sokotsutsu-no-Ō-no-Mikoto (底筒男命), Nakatsutsu-no-Ō-no-Mikoto (中筒男命) i Uwatsutsu-no-Ō-no-Mikoto (表筒男命). Miały się narodzić, gdy Izanagi obmywał się z nieczystości po powrocie z krainy Yomi.

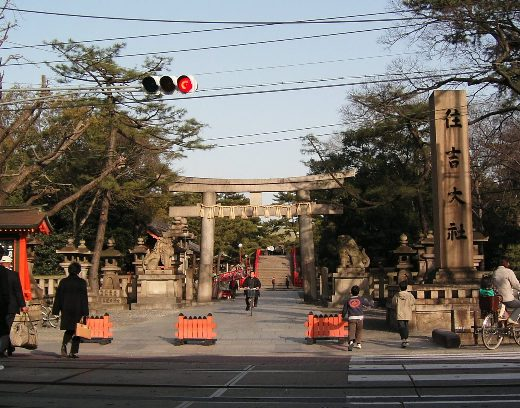
Torii chramu Sumiyoshi-taisha w Osace

Bóstwa miały wspierać cesarzową Jingū podczas jej wyprawy na Koreę; do dziś ubóstwiana cesarzowa jest czczona wraz z nimi. Bogowie morza posiadają szereg świątyń na terenie Japonii, z których największą i najważniejszą jest Sumiyoshi-taisha w Osace.